# Antonio Podestá
Antonio Podestá né Antonio Domingo Podestá le 4 août 1868 à Montevideo et mort le 17 novembre 1945 à Buenos Aires, est un acteur de cinéma et de théâtre uruguayen qui a mené une longue carrière en Argentine. Membre de la famille Podesta, artistes de River Plata, avec ses frères José Podestá, Pablo Podestá et Gerónimo  Podestá, les frères Podestá jettent les bases d'une dynastie de cirque et de théâtre appelée la Compagnie des Frères Podestá.

## Biographie
Septième enfant de Pedro Podestá et María Teresa Torterolo. Antonio Podestá appartient à une famille d'acteurs, et depuis son enfance, il pratique l'acrobatie, le piano et compose plusieurs tangos. Il fait ses débuts dans un cirque en 1873, avant ses 5 ans, où travaillent déjà ses frères aînés Jerónimo et Pepe, comme voltigeur, en grimpant sur les épaules de ses aînés. En 1876, à l'âge de 8 ans, il se produit au Circo Arena, créé par ses frères, où il danse la fricassée (Danse provençale) , la tarentelle et le cancan .
À l'âge de douze ans, il est trapéziste et partenaire comique du maître de cérémonie. En 1884, il joue à Buenos Aires dans la représentation de la pantomime Juan Moreira  d'Eduardo Gutiérrez et en 1886, il l'interprète dans une version parlée, dans un rôle secondaire.
En 1889 avec Rosita Robba il voyage aux États-Unis avec le cirque Barnum, Antonio comme directeur de piste et Rosita comme écuyère.
En 1889, il épouse Rosita Robba, connue sous le nom de Rosita de La Plata, qui le quitte pour rejoindre Frank Brown (en).
En 1893, il retourne en Argentine et rejoint la compagnie Podesta, qui l'année suivante crée l'œuvre Fausto criollo, qu'Antonio met en musique. Les Podestas créent Calandria, œuvre de Martiniano Leguizamón, et à la demande de l'auteur, le rôle du capitaine Saldaña, un personnage entrant sur scène à cheval devait être joué par Antonio.
En 1898, Antonio Podesta met en musique l'œuvre Moreira in opera, et en 1900, il écrit les paroles et la musique de l'opéra Por María, connue  aussi sous le nom de Pericón.
La compagnie dirigée par Ezequiel Soria et Antonio a été salué par la critique pour son travail dans La piedra del escándalo de Martín Coronado. Il compose la musique de El payador, une zarzuela décrite comme une pièce de théâtre, avec des passages musicalisés.
En 1908, il fera sa dernière saison au Teatro Apolo. Le 30 mars 1918, Pepe et Antonio créent au Teatro Politeama la pièce La chacra de don Lorenzo de Martín Coronado, qu'ils conservent plus tard dans leur répertoire, et en 1930 ils présentent la pièce Huellas Escénicas en La Pampa.
Antonio Podesta, marié à l'actrice Lea Conti, avec qui il aura une fille, décéde le 17 novembre 1945.

## Filmographie

### Acteur
- El cantor de Buenos Aires (1940)
- Juan Moreira (1936)
- Tararira (la bohemia de hoy) (1936)
- Ídolos de la radio (1934)

### Compositeur de musique
- La beata (1909)
- Abajo la careta (1904)